# Сергій Перчун
Сергій Перчун (рум. Sergiu Perciun; нар. 23 квітня 2006) — молдовський футболіст, півзахисник італійського клубу «Торіно» і збірної Молдови.

## Клубна кар'єра
Вихованець молдовської Академії Ребежи, звідки 2022 року перебрався до системи італійського «Торіно».
20 квітня 2025 року дебютував в основному складі «Торіно» в матчі Серії A проти «Удінезе», вийшовши на заміну Еліфу Елмасу.
13 серпня 2025 року продовжив контракт з клубом до 2029 року.

## Кар'єра в збірній
Виступав за збірні Молдови до 16, до 17, до 18 і до 19 років.
В березні 2025 року отримав перший виклик в збірну Молдови до 21 року для участі в товариських матчах проти збірних Північної Ірландії, Азербайджану та Косова. 12 березня 2025 року в поєдинку з Північною Ірландією дебютував за молодіжну збірну Молдови.
19 травня 2025 року вперше викликаний до збірної Молдови головним тренером Сергієм Клещенком для участі в товариському матчі проти збірної Польщі та поєдинку відбіркового турніру до чемпіонату світу 2026 проти збірної Італії. 6 червня в матчі з Польщею дебютував за збірну Молдови, вийшовши на заміну Максиму Кожокару.

## Статистика виступів

### Клубна статистика
Станом на 25 травня 2025
| Клуб              | Сезон             | Чемпіонат         | Чемпіонат | Чемпіонат | Кубок | Кубок | Єврокубки | Єврокубки | Інші  | Інші | Всього | Всього |
| Клуб              | Сезон             | Дивізіон          | Матчі     | Голи      | Матчі | Голи  | Матчі     | Голи      | Матчі | Голи | Матчі  | Голи   |
| ----------------- | ----------------- | ----------------- | --------- | --------- | ----- | ----- | --------- | --------- | ----- | ---- | ------ | ------ |
| Торіно            | 2024–25           | Серія A           | 5         | 0         | 0     | 0     | —         | —         | —     | —    | 5      | 0      |
| Всього за кар'єру | Всього за кар'єру | Всього за кар'єру | 5         | 0         | 0     | 0     | 0         | 0         | 0     | 0    | 5      | 0      |

### Міжнародна статистика
Станом на 9 червня 2025 
| Збірна            | Сезон             | Товариські | Товариські | Офіційні | Офіційні | Всього | Всього |
| Збірна            | Сезон             | Матчі      | Голи       | Матчі    | Голи     | Матчі  | Голи   |
| ----------------- | ----------------- | ---------- | ---------- | -------- | -------- | ------ | ------ |
| Молдова           |                   |            |            |          |          |        |        |
| 2025              | 1                 | 0          | 1          | 0        | 2        | 0      |        |
| Всього за кар'єру | Всього за кар'єру | 1          | 0          | 1        | 0        | 2      | 0      |

### Матчі за збірну
Станом на 9 червня 2025 
| Матчі Сергія Перчуна за збірну Молдови | Матчі Сергія Перчуна за збірну Молдови | Матчі Сергія Перчуна за збірну Молдови | Матчі Сергія Перчуна за збірну Молдови | Матчі Сергія Перчуна за збірну Молдови | Матчі Сергія Перчуна за збірну Молдови | Матчі Сергія Перчуна за збірну Молдови | Матчі Сергія Перчуна за збірну Молдови |
| №                                      | Дата                                   | Суперник                               | Рахунок                                | Голи                                   | Картки                                 | Хвилини                                | Змагання                               |
| -------------------------------------- | -------------------------------------- | -------------------------------------- | -------------------------------------- | -------------------------------------- | -------------------------------------- | -------------------------------------- | -------------------------------------- |
| 1                                      | 6 червня 2025                          | Польща                                 | 0–2                                    |                                        |                                        | 11'                                    | Товариський матч                       |
| 2                                      | 9 червня 2025                          | Італія                                 | 0–2                                    |                                        |                                        | 24'                                    | Відбірокві матчі ЧС-2026               |

Всього: 2 матчі / 0 голів; 0 перемог, 0 нічиїх, 2 поразки.